# Barendra
Barendra o Varendra fou un antic nom de la part oriental de Bengala, moderna Bangladesh, entre el rius Mahananda i Karatoya, que corresponia a l'antic regne de Pundra, o a la part occidental de la divisió de Rajshahi (entitat administrativa britànica).
El nom l'hauria donat el rei Ballal Sen al segle xi i es conserva en les muntanyes Barin que ocupen diversos districtes (Dinajpur, Malda, Rajshahi, i Bogra).